# Hendrick van Balen il Giovane

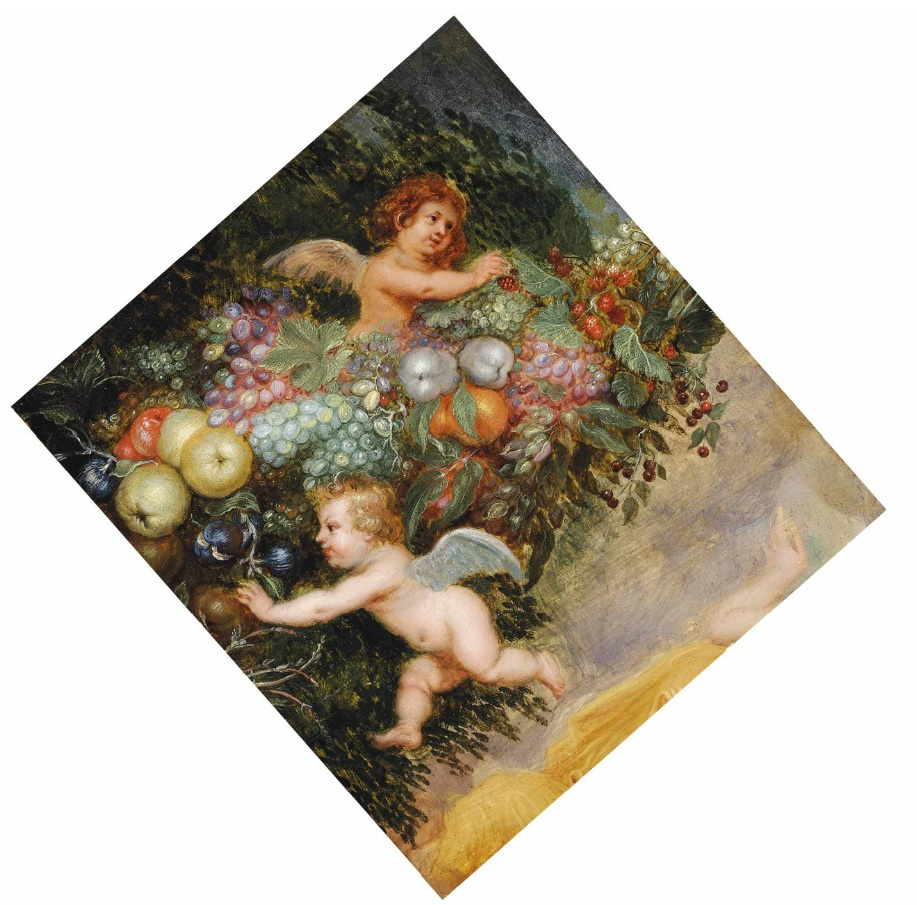
Due putti, attribuito a Hendrick van Balen il Giovane con natura morta di Jan Bruegel il Giovane

Hendrick van Balen il Giovane (Anversa, 1623 – Anversa, 1661) è stato un pittore fiammingo.

## Biografia
Era il figlio del pittore Hendrick van Balen e di Margriet Briers (o 'de Brier'). La famiglia era costituita da tredici figli di cui tre divennero pittori: Jan van Balen, Gaspard van Balen e Hendrick. Sua sorella Maria sposò il pittore Theodoor van Thulden. Venne iniziato alla pittura da suo fratello Jan e dal pittore di paesaggi Jan Wildens. Divenne un maestro ad Anversa nella Corporazione di San Luca nel periodo 1631-1640.
Viaggiò estensivamente e fu a Tours dal 1645 al 1648, a Roma nel gennaio 1653 e a Genova nel novembre del stesso anno. Fu attivo in Francia fino al 1661 e fece ritorno ad Anversa poco prima della sua morte. Sembra che abbia avuto difficoltà a mantenersi con i proventi della sua arte e dovette contare sul sostegno finanziario di suo fratello Jan e del cognato Theodoor van Thulden per le sue spese di soggiorno in Italia. Lasciò molti debiti al momento della sua morte.

## Opere
Fu principalmente un pittore storico. Come suo padre, e suo fratello Jan collaborò frequentemente con Jan Bruegel il Giovane.